# Ecorregión marina humboldtiana
La ecorregión marina humboldtiana  (en  inglés  Humboldtian ) (176) es una georregión ecológica situada en el centro-oeste de América del Sur. Se la incluye en la provincia marina del Pacífico sureste templado - cálido (en  inglés Warm Temperate Southeastern Pacific) de la ecozona oceánica de América del Sur templada (en inglés Temperate South America).

## Distribución
Se distribuye en el litoral marítimo austral del Perú y el septentrional de Chile, en aguas océano Pacífico sudoriental.  